# Рут-Ан Бойл
Рут-Ан Бойл (на английски: Ruth-Ann Boyle) е английска поп певица, родена на 26 април 1970 в Съндърланд, Великобритания. Заедно с продуцентите Тим Келет и Робин Тейлър-Фърт през 1995 създават трип-хоп/денс/брейкбийт групата Olive. Групата става най-известна с песента You're Not Alone от 1996.
През 1999 е поканена да пее главните вокали в песента на немския ню ейдж проект Енигма Gravity of Love, от албума The Screen Behind the Mirror. Песента впоследствие е издадена като сингъл. Бойл взема участие и в следващата продукция на Енигма Voyageur.
Първият ѝ солов албум What About Us ?, продуциран от Майкъл Крету, е издаден през юни 2007 от iTunes.

## Биография
Повлияна от изпълнители като Рики Лий Джоунс и Джони Мичъл, Бойл участва в различни групи докато е на 17 – 19 години, но впоследствие всички тези музикални начинания се провалят и оставят в нея неприятни чувства. По-късно работи в различни производствени фабрики, а след това в един пъб в Шефийлд. Междувременно записва вокални семпли за музикалния проект от Манчестър The Durutti Column.
Тим Келет съвсем случайно попада на записи от живи изпълнения на Бойл с групата The Durutti Column и веднага се свързва с нея с предложението да се присъедини към музикалния му проект Olive. По това време тя се подготвя да учи за медицинска сестра. След предварителни прослушвания Бойл се включва в групата и веднага започва записи. Olive издават два албума в периода 1995 – 2000, а след това се разпадат.
Докато Olive записват втория си студиен албум Trickle, продуциран от звукозаписната компания Maverick, оперирана тогава от американската поп певица Мадона, Бойл се запознава с Майкъл Крету. Крету, впечатлен от една от песните на групата – Miracle, кани Бойл да участва в следващия албум на Енигма. Рут-Ан Бойл изпява две песни от концептуалния албум The Screen Behind the Mirror: Gravity of Love и The Screen Behind the Mirror. През 2003 Крету отново кани Бойл в следващия студиен албум на групата Voyageur. В него тя пее: Boum-Boum в дует с Андрю Доналдс и соло Following The Sun.